# Indonesien ved sommer-OL 2016
Indonesien deltog i sommer-OL 2016 i Rio de Janeiro, som blev arrangeret i perioden 5. august til 21. august 2016 berita bola Arkiveret 2. juli 2019 hos  Wayback Machine

## Medaljer
| 2016 Rio de Janeiro | Guld | Sølv | Bronze | Total |
| Indonesien          | 1    | 2    | 0      | 3     |

### Medaljevinderne
| Indonesien under sommer-OL 2016 i Rio de Janeiro | Indonesien under sommer-OL 2016 i Rio de Janeiro | Indonesien under sommer-OL 2016 i Rio de Janeiro | Indonesien under sommer-OL 2016 i Rio de Janeiro | Indonesien under sommer-OL 2016 i Rio de Janeiro |
| Medalje                                          | Navn                                             | Sport                                            | Event                                            | Dato                                             |
| ------------------------------------------------ | ------------------------------------------------ | ------------------------------------------------ | ------------------------------------------------ | ------------------------------------------------ |
| Guld                                             | Tontowi Ahmad Lilyana Natsir                     | Badminton                                        | Mixed double                                     | 17. august                                       |
| Sølv                                             | Sri Wahyuni Agustiani                            | Vægtløftning                                     | 48 kg                                            | 6. august                                        |
| Sølv                                             | Eko Yuli Irawan                                  | Vægtløftning                                     | 62 kg                                            | 8. august                                        |